# Філіпстад (комуна)
Комуна Філіпстад (швед. Filipstads kommun) — адміністративно-територіальна одиниця місцевого самоврядування, що розташована в лені Вермланд у центральній Швеції.
Філіпстад 60-а за величиною території комуна Швеції. Адміністративний центр комуни — місто Філіпстад.

## Населення
Населення становить 10 504 чоловік (станом на вересень 2012 року). 
| Кількість населення комуни Філіпстад за 1810-2010 роки | Кількість населення комуни Філіпстад за 1810-2010 роки | Кількість населення комуни Філіпстад за 1810-2010 роки | Кількість населення комуни Філіпстад за 1810-2010 роки | Кількість населення комуни Філіпстад за 1810-2010 роки |
| ------------------------------------------------------ | ------------------------------------------------------ | ------------------------------------------------------ | ------------------------------------------------------ | ------------------------------------------------------ |
| Рік                                                    |                                                        |                                                        | Населення                                              |                                                        |
| 1810                                                   | 1810                                                   |                                                        | 9 109                                                  | 9 109                                                  |
| 1850                                                   | 1850                                                   |                                                        | 14 964                                                 | 14 964                                                 |
| 1900                                                   | 1900                                                   |                                                        | 19 944                                                 | 19 944                                                 |
| 1950                                                   | 1950                                                   |                                                        | 18 184                                                 | 18 184                                                 |
| 1970                                                   | 1970                                                   |                                                        | 16 238                                                 | 16 238                                                 |
| 1980                                                   | 1980                                                   |                                                        | 14 606                                                 | 14 606                                                 |
| 1990                                                   | 1990                                                   |                                                        | 13 341                                                 | 13 341                                                 |
| 2000                                                   | 2000                                                   |                                                        | 11 598                                                 | 11 598                                                 |
| 2010                                                   | 2010                                                   |                                                        | 10 562                                                 | 10 562                                                 |
| Джерело: SCB                                           |                                                        |                                                        |                                                        |                                                        |

## Населені пункти
Комуні підпорядковано 5 міських поселень (tätort) та низка сільських, більші з яких:
- Філіпстад (Filipstad)
- Лешефорс (Lesjöfors)
- Никроппа (Nykroppa)
- Персберг (Persberg)
- Нурдмарк (Nordmark)

## Галерея

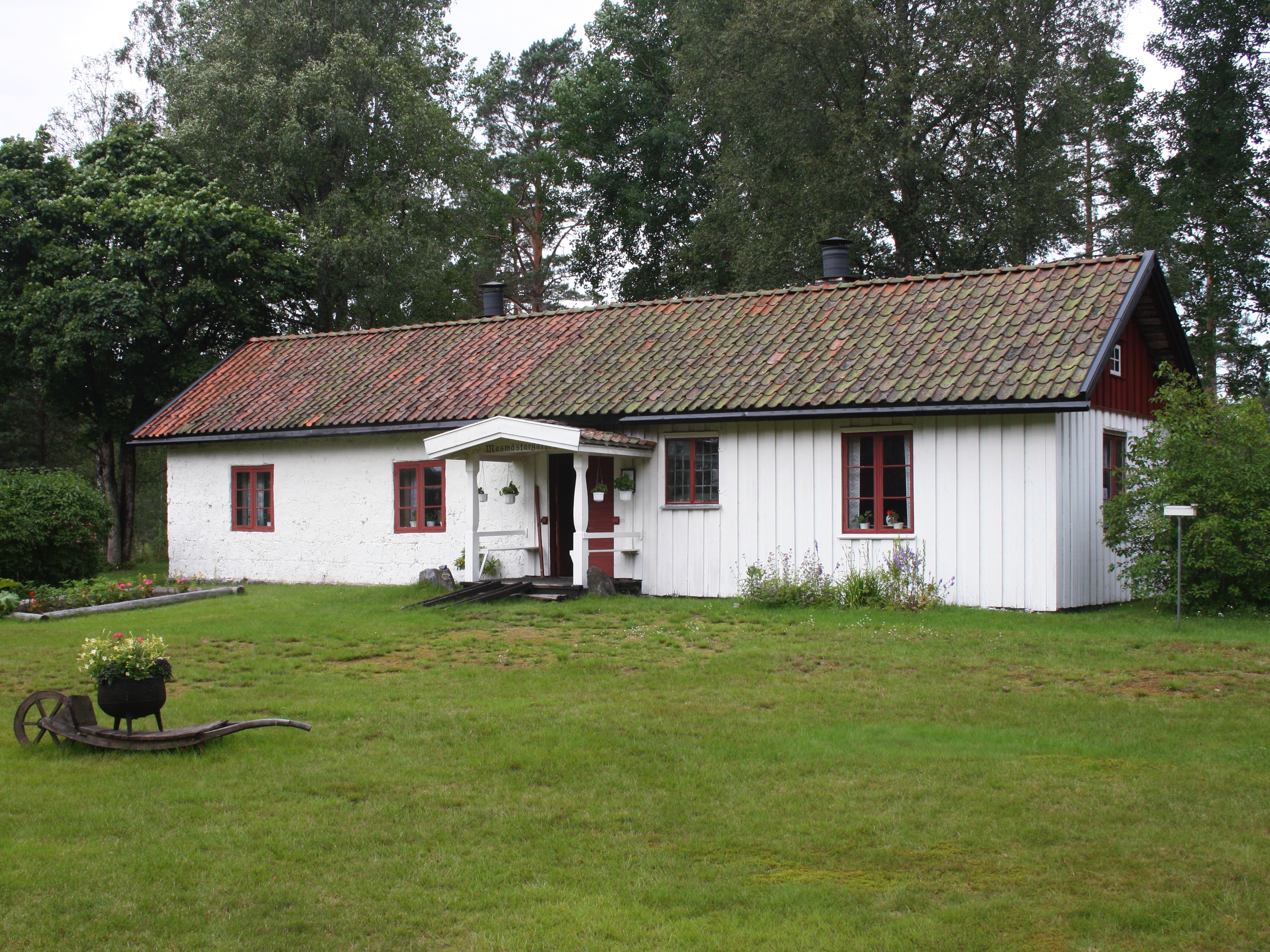
Гірничий музей (Нурдмарк)
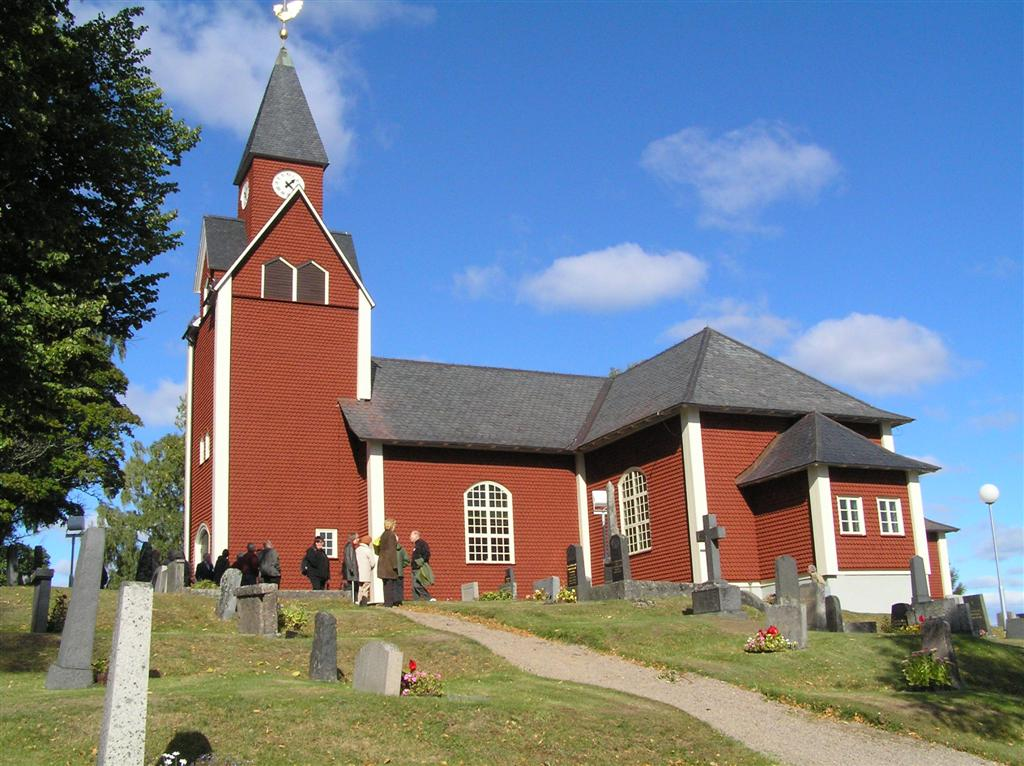
Церква (Реммен)
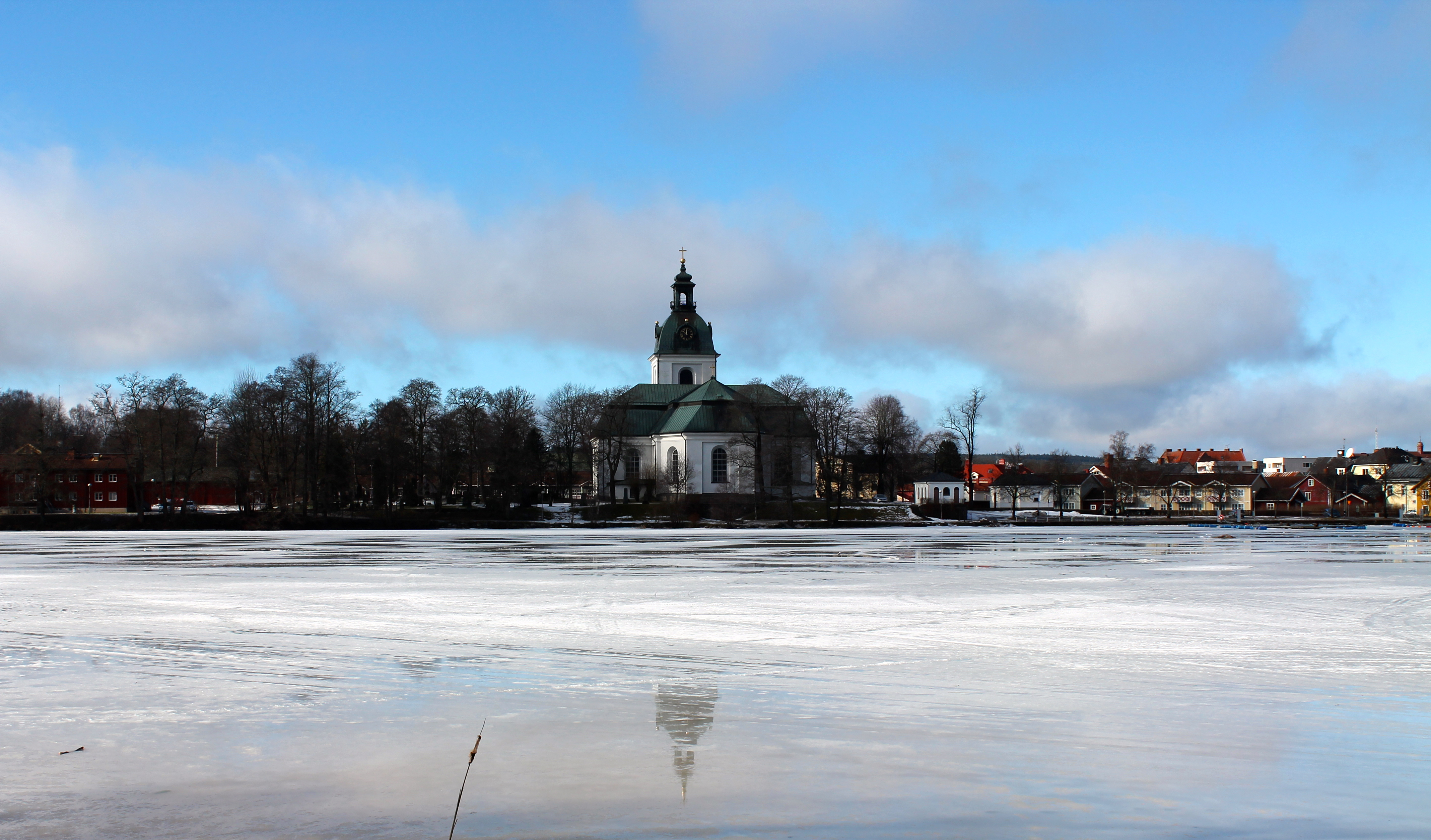
Філіпстад над озером Даглесен
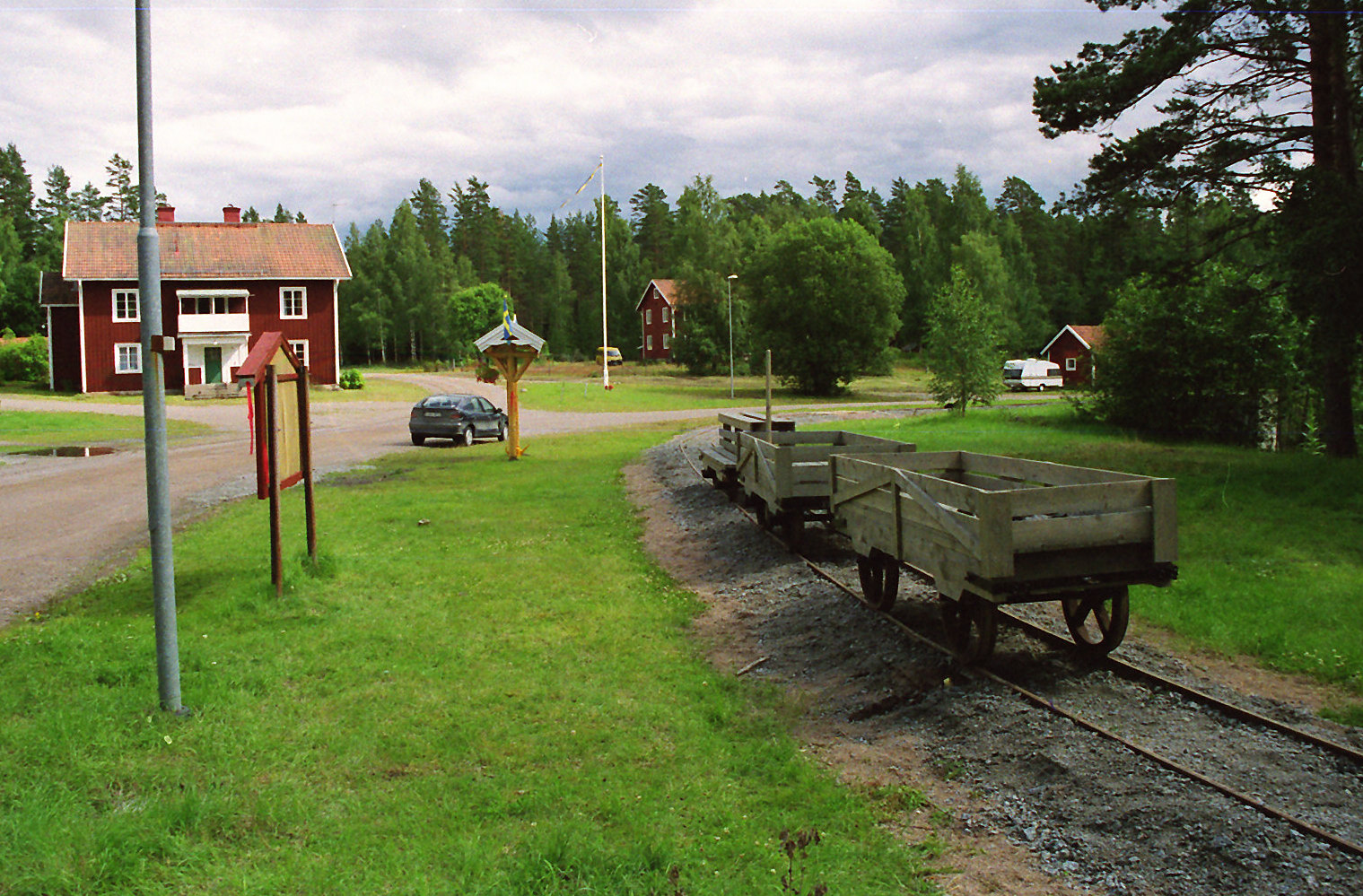
Село Ельвшегиттан

## Виноски
1. ↑  https://www.filipstadstidning.se/2020/01/15/gruvbergers-sista-mote-med-kommunstyrelsen-da-kuppade-ft-1f7eb/
2. ↑  https://www.svt.se/nyheter/lokalt/varmland/haakman-felth-blir-nytt-kommunalrad-i-filipstad
3. ↑  https://www.filipstadstidning.se/2022/11/25/de-blir-nya-kommunalrad-jag-vill-likna-filipstads-kommun-vid-en-koncern-5b4ea/
4. ↑  Folkmangd i riket, lan och kommuner (шв.) . Центральне бюро статистики Швеції. Архів оригіналу за 20 серпня 2013. Процитовано 7 лютого 2013.